# The Blues and the Abstract Truth
The Blues and the Abstract Truth ist ein Jazz-Album von Oliver Nelson. Es wurde am 23. Februar 1961 in Englewood Cliffs, New Jersey aufgenommen und im August 1961 von Impulse! Records veröffentlicht.
Das Album zeichnet sich durch seine innovative Kombination aus Blues-Elementen und abstrakten harmonischen Strukturen aus. Es enthält Kompositionen, die sowohl traditionelle Blues-Schemata als auch komplexe harmonische Progressionen nutzen. Diese Mischung aus traditionellen und modernen Elementen hat den Jazz in neue kreative Richtungen geführt. The Blues and the Abstract Truth hat auch eine herausragende Besetzung, zu der Musiker wie Freddie Hubbard, Eric Dolphy und Bill Evans gehören. Ihre individuellen Spielstile und Improvisationen haben dem Album einen einzigartigen Klang verliehen.

## Das Album
Creed Taylor war mit Oliver Nelsons Alben, die er für Prestige um 1960 aufgenommen hatte, vertraut und konnte ihn für die Produktion eines Albums für das noch junge Impulse-Label gewinnen. Es gilt als das beste Album Nelsons und verhalf ihm mit seinem Jazzstandard Stolen Moments zum Durchbruch. Für dieses Album traten eine Reihe guter Musiker zusammen: Freddie Hubbard, Eric Dolphy, Bill Evans (für den dieses Album die einzige Zusammenarbeit mit Nelson war), Paul Chambers und Roy Haynes. Der Baritonsaxophonist George Barrow hatte kein Solo, ist aber ein wichtiger Bestandteil der raffinierten Stimmführung in Nelsons Arrangements.
Oliver Nelson schrieb in den Liner Notes zu The Blues and the Abstract Truth:

„Als ich im März 1959 in New York ankam, dachte ich, ich hätte bereits meine musikalische Identität, doch es dauerte nicht lange, und alles hatte sich verändert. Für mich begann eine Phase der Selbsterforschung.“
Das Album stellt nicht nur eine Selbsterforschung Nelsons dar, sondern auch eine Erforschung von Stimmung und Struktur des Blues, wobei nicht alle Titel in der klassischen 12-taktigen Form des Blues stehen. In den frühen 1960er Jahren beschäftigte Nelson sich mit den afroamerikanischen Wurzeln der Jazzmusik. „So entstand auch die Idee, ein Album nur mit verschiedenen Blues-Progressionen und Rhythm Changes aufzunehmen, eine Art Basiswerk, das auf den formalen Grundlagen des Jazz innovativen Solisten den Raum bot, sich zu entfalten.“ Obwohl es sich bei der Musik auf diesem Album nicht um modalen Jazz handelt, lässt es sich auffassen als eine Fortsetzung der Tendenz zu harmonischer Einfachheit und Subtilität durch abgewandelte Versionen des Blues, die von Miles Davis’ Album Kind of Blue aus dem Jahr 1959 (Evans und Chambers spielten beide auch auf diesem Album) ausgeht.

## Die Titel

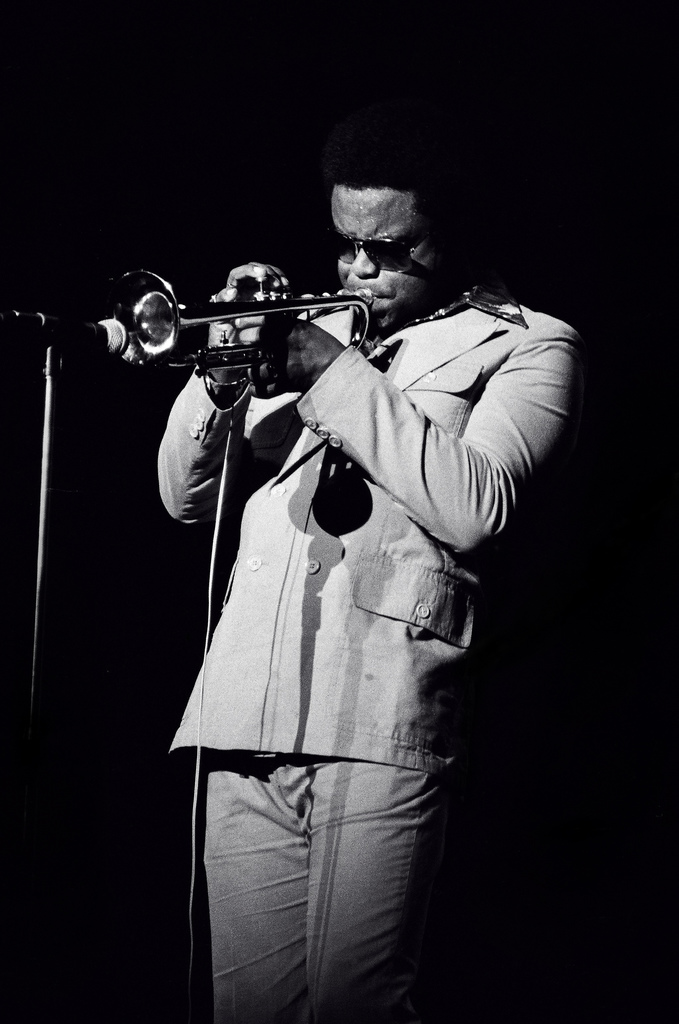
Freddie Hubbard im Jahr 1976

Alle Kompositionen stammen von Oliver Nelson.
Seite 1
1. Stolen Moments – 8:45
2. Hoe-Down – 4:42
3. Cascades – 5:31

Seite 2
1. Yearnin’ – 6:23
2. Butch and Butch – 4:35
3. Teenie’s Blues – 6:34

Bonustrack
1. Stolen Moments (First Version, aka The Stolen Moment) – 7:53

## Rezeption
Das im Sommer 1961 erschienene Album war ein erster großer Erfolg des jungen Impulse-Labels und nach Meinung Ashley Kahns eine der wichtigsten Produktionen Creed Taylors, die gemeinsam mit dem Toningenieur Rudy Van Gelder entstand.

Der Kritiker Michael Nastos bezeichnete bei AllMusic das Album als Oliver Nelsons Triumph. Nelson, der eher als Arrangeur und Leiter größerer Ensembles bekannt war denn als Saxophonist und Leiter einer kleineren Formation, habe insbesondere mit dem Allzeit-Klassiker Stolen Moments eine Definition des Sounds der Epoche geschaffen, indem er hier eines der potentesten Sextette im Modern Jazz zusammengestellt habe. Nastos sieht bei der Session 1961 den Trompeter Freddie Hubbard auf dem Höhepunkt seines Könnens, während die Saxophonisten Nelson und Dolphy in ihrer Dopplung als Tenoristen eine Einheit bildeten, die an Perfektion grenze. Bill Evans, Paul Chambers und Roy Haynes bildeten dabei eine ideale rhythm section.
Stolen Moments, das später Nelsons Erkennungsmelodie war, gilt als der „vielleicht beste Blues, der jemals geschrieben wurde, auch wenn er nicht auf Anhieb als solcher zu erkennen“ sei (so Jazzkritiker Ralf Dombrowski). Auch für Michael Nastos ist die Komposition unzweifelhaft von einer Qualität, deren Schönheit durch die dreigeteilte Hornsektion durchscheine, über die Hubbards Melodieführung gelegt ist. Es folgt ein Flötensolo von Dolphy und ein hymnisches Saxophonsolo von Nelson, bevor Evans in seinem Solo die Stimmung wieder zurücknahm.

Der „Blues“-Aspekt ist nach Ansicht von Nastos am besten in Yearnin zu hören; Bill Evans zeige hier eine swingende, bluesige Spielweise, wie man sie von ihm später nicht mehr hören sollte. Sowohl Blues als auch Abstract Truth (englisch für: ‚abstrakte Wahrheit‘) sind nach Nastos in dem dunklen Teenie's Blues vereint, ein Feature für Nelson und Dolphy an den Altsaxophonen. Es zeige Eric Dolphy auf dem Weg zu der Spielweise, die er mit seiner unverwechselbaren, kantigen, dramatisch gebrochenen und spröden Stimme schuf und die ihn zu einem unverwechselbaren Nonkonformisten machten.
Der Titel Hoedown galt mit seinem Country-Feeling und den Call-and-Response-Spiel der Saxophone als das „schwarze Schaf“ des Albums. Cascades und Butch & Butch sind klassischer Hardbop.
Für Ralf Dombrowski ist das Album ein „Geniestreich“; die Kritiker Richard Cook und Brian Morton zählen es zu den Klassikern der Periode; das liebenswerte Stolen Moments sei das „eine Nelson-Stück für die einsame Insel“ mit einem gefühlvoll agierenden Hubbard und einem großartigen Eric Dolphy als Flötisten. Bill Cunliffe hat 2009 ein Tributalbum mit neuen Arrangements der Kompositionen des Albums vorgelegt.
Die Fachzeitschrift Jazzwise wählte The Blues and the Abstract Truth auf Platz 79 der 100 Jazz Albums That Shook the World; Keith Shadwick schrieb:

“Nelson delivered a set of profound meditations on the blues (including ‘Stolen Moments’) and then backed that up by playing the tenor saxophone with such force and inventiveness that he stood as an equal with the heavyweights listed above. In managing it even once he at least gave us a stone classic modern jazz blues and roots album that is free of all hard bop.”

„Nelson lieferte einen Set tiefgründiger Meditationen über den Blues […] und unterstützte das durch sein Tenorsaxophon mit einer solchen Kraft und Einfallsreichtum, dass er damit auf der gleichen Stufe steht wie [die mit ihm spielenden] Schwergewichte. Dies bewerkstelligend lieferte er uns schließlich den Meilenstein eines klassischen Albums des Modern Jazz, des Blues und seiner Wurzeln, frei von allem Hardbop.“

Die deutschsprachige Ausgabe des Rolling Stone wählte das Album 2013 auf Platz 40 der 100 besten Jazz-Alben.

## Cover des Albums
Die Fotografie für das Frontcover stammte von Pete Turner. Der US-amerikanische Fotograf, der 2017 im Alter von 83 Jahren starb, war auch für die Coverart der Jazzalben von Quincy Jones (The Quintessence, 1962), Oscar Peterson (Night Train, Verve, 1963) und Freddie Hubbard (Straight Life, CTI, 1970) verantwortlich. Veröffentlicht wurden seine Jazz-Fotografien in dem Buch The Color of Jazz: Album Cover Photographs (Rizzoli 2006).

## More Blues and Abstract Truth
Mit der Einspielung des Impulse-Albums More Blues and Abstract Truth im September 1964 versuchte Oliver Nelson an den Erfolg des ersten Albums von 1961 anzuknüpfen; nach Ansicht der Kritiker Richard Cook und Brian Morton fehlt diesem Album (AS-75) die Wirkung und das Feuer der Vorgängersession. Die Musik mit den Solisten Thad Jones, Phil Woods und Ben Webster gleite leider in den formelhaften Funk von Fernsehmusik ab, die Nelson in späteren Jahren produzierte. Weitere Musiker dieser Session waren u. a Pepper Adams, Phil Bodner, Danny Moore, Roger Kellaway, Richard Davis und Grady Tate. Ein weiteres Tributalbum legte der Pianist Bill Cunliffe vor.